# 중앙교육연구소
중앙교육연구소(中央敎育硏究所)는 1953년 3월 4일 창립된 한국의 교육 연구소로, 1973년 10월 해체되었다.
한국동란 중 유네스코, 운크라, 주한미군사절단의 건의로 문교부와 대한 교련에 의해 처음 세워져, 국제적인 학술연구소로서 대한민국 교육을 연구하였다. 1964년에는 사단법인으로 개편되었고, 문교부의 유사 연구기관 통합에 따른 국고보조금 감소 등의 이유로 1973년 10월에 자진하여 해체하였다.

## 같이 보기
- 한국교육개발원